# デヴィッド・バーマン (作曲家)
デヴィッド・バーマン（David Behrman、1937年8月16日 - ）は、アメリカの作曲家であり、コンピューター音楽のパイオニアである。1960年代初頭、彼はコロムビア・レコードの「Music of Our Time」シリーズのプロデューサーを務め、その中にはテリー・ライリーによる『インC』の最初のレコーディングが含まれていた。1966年、バーマンは作曲家のロバート・アシュリー、アルヴィン・ルシエ、ゴードン・ムンマとソニック・アーツ・ユニオンを共同で結成した。彼はマース・カニンガムのダンス『Walkaround Time』 (1968年)、『Rebus』 (1975年)、『Pictures』 (1984年)、『Eyespace 40』 (2007年)の音楽を作曲している。1978年にデビュー・アルバム『On the Other Ocean』をリリースした。

## 略歴

### 生い立ちと教育
バーマンの父親、S. N. バーマンは、成功した劇作家であり、ハリウッドの脚本家であった。母親のエルザ・ハイフェッツ・バーマンは、ヴァイオリニストであるヤッシャ・ハイフェッツの姉妹だった。
バーマンはマサチューセッツ州アンドーバーにあるフィリップス・アカデミーに学び、クラスメートにはカール・アンドレ、ホリス・フランプトン、フランク・ステラがいた。また、そこで彼は、作曲家でピアニストのフレデリック・ジェフスキーと生涯にわたる友情を築いた。1953年にインディアン・ヒルでのサマー・キャンプに参加している間、彼はウォーリングフォード・リーガーから現代音楽を教えられた。1955年から1959年までハーバード大学で音楽を学び、そこでクリスチャン・ウォルフと生涯の友となり、フレデリック・ジェフスキーとの友情を続けた。1959年にダームスタットのサマースクールに通い、そこでラ・モンテ・ヤングやナム・ジュン・パイクに出会った。1963年、コロンビア大学から文学修士号を取得した。

### 教職
1998年からバード大学のエイブリー大学院芸術プログラム学部のメンバーとなっている。1975年から1980年にかけてミルズ大学にある現代音楽センターの共同ディレクターを務め、カリフォルニア芸術大学、オハイオ州立大学、ラトガーズ大学、ベルリン工科大学でも教鞭をとっている。

## 音楽性
バーマンはミニマル作曲家として知られている。彼の音楽は、ライブ・パフォーマーとコンピューターの間の相互作用を伴うことが多く、通常はコンピューターがライブ・パフォーマンスのある側面、通常は特定のピッチによって引き起こされるサウンドを生成するが、QRSL（マギー・ペイン (Maggi Payne)のアルバム『Extended Flute』(CRI807)で録音されたものなど）の音量といった、ライブ・サウンドの他の側面もある。『On the Other Ocean』『Leapday Night』など、彼の重要な作品の多くがLovely Musicからリリースされている。

## 私生活
バーマンは、日本のビデオ・アーティスト、彫刻家、アヴァンギャルド・パフォーマンス・アーティストの久保田成子と短い間、結婚していた。その結婚は1969年に終わった。1979年からメディア・アーティストのテリー・ハンロンと結婚している。
バーマンは現在、ニューヨーク在住である。

## 受賞歴
- 1994年、現代美術財団助成金 アーティスト賞

## ディスコグラフィ

### アルバム
- On the Other Ocean (1977年、Lovely Music Ltd.)
- Leapday Night (1987年、Lovely Music Ltd.)
- Unforeseen Events (1991年、XI)
- Wave Train (1998年、Alga Margin)
- My Dear Siegfried (2005年、XI)
- Music With Memory (2017年、Alga Marghen)

## 映像作品
- 1976年 Music With Roots in the Aether: Opera for Television Tape 1: David Behrman ※ロバート・アシュリー製作・監督 New York, New York: Lovely Music
- 2008年 Roulette TV: David Behrman Roulette Intermedium Inc.